# 이센정
이센정(일본어: 伊仙町)은 일본 가고시마현 난세이 제도의 도쿠노섬에 있는 오시마군의 정이다.

## 지리
도쿠노섬 남서부를 행정구역으로 한다. 대부분이 도쿠노섬의 산지대에서 벗어나 있어 도쿠노섬에 있는 3개 정 중에서는 경지 면적 비율이 가장 높다. 또 석회암 지역으로 오키노에라부섬처럼 석회 동굴이 다수 존재한다.

### 인접한 자치체
- 오시마군 도쿠노시마정·아마기정

## 역사
- 1908년 4월 1일 - 도서정촌제가 시행되어 시마지리촌이 성립하였다.
- 1921년 6월 29일 - 시마지리촌에서 이센촌으로 개칭하였다.
- 1946년 1월 28일 - 미국(류큐 열도 미국 민정부)의 지배하에 놓였다.
- 1953년 12월 25일 - 도쿠노섬이 일본에 반환되면서 다시 일본에 속하게 되었다.
- 1962년 1월 1일 - 이센촌이 정으로 승격해 이센정이 되었다.

## 산업
주요 농산품은 사탕수수, 육우, 돼지이다.